# Сантино Марела
Антъни Керъли (роден на 14 март 1974 г.) е италиано-канадски напуснал професионален кечист, от смесени бойни изкуства, по-известен с името си Сантино Марела. До 6 юли работеше в WWE в шоуто първична сила. Той е два пъти Интерконтинентален шампион и бивш Отборен шампион с Владимир Козлов и е един път е шампион на Съединените щати, спечели я като победи Джак Суагър в първична сила. Преди да подпише с WWE, Керъли е свързан с вече несъществуващата кеч компания, Battlearts.

### В кеча
- Завършващи хватки
  - Като Сантино Марела
    - Кобра удар – (Дясната ръка на противниковото гърло Или лице, с театрални представления) – 2010 – 2014
    - Резачка – 2007 – 2008
    - Сантино зашеметител (Счупени крака зашеметяване) – 2010; Използван като подпис 2011 – 2014
    - Бързият люлеещ се врат – 2007 – 2008
- Като Борис Алексиев
  - Задушаващ триъгълник
  - Стоящ обърнат Фудживара барабан
- Ключови хватки
  - Като Сантино Марела
    - Ръчно плъзгане
    - Въртене на главата, с театрални представления
    - Спасителен ритник
    - Счупено укриване, последвано от хълбокане
    - Стракащ суплекс
    - STO
    - Три леви длани, последвани от смачкане на дясната ръка
- Като Борис Алексиев
  - Заключване на глезена
  - Крака на гърба на петата
  - Повдигане на двойното краче
  - Кръстосан армбар
  - Задушаваща гилотина
  - Високо коляно
  - Кимура заключване
  - Почистване на крака
  - Многократни изстрелвания
  - Над плъзгане на рамото
  - Кръгъл удар

### Мениджъри
- Господин Стронгко
- Бет Финикс
- Мария Канелис
- Тамина Снука
- Ема
- Роса Мендес

### Прякори
- „Италианският жребец“
- „Милано чудо“

### Входни песни
- Down with the Sickness by Disturbed ((EWA; 2003)
- "Anvil of Crom" by Basil Poledouris (OVW)
- "La Vittoria è Mia (Victory Is Mine)" by Jim Johnston (WWE; 16 април 2007 – 6 юли 2014)
- "You Look So Good to Me (Remix)" by Jim Johnston (WWE; 2009)

### Титли и постижения
- DDT Pro-Wrestling
  - Шампион в тежка категория Ironman (1 път)
- Ohio Valley Wrestling
  - Телевизионен шампион на OVW (2 пъти)
- Pro Wrestling Illustrated
  - PWI го класира на No. 60 от топ 500 единични кечисти в PWI 500 през 2012
- World Wrestling Entertainment / WWE
  - Интерконтинентален шампион на WWE (2 пъти)
  - Отборен шампион на Първична сила на WWE (1 път) – с Владимир Козлов
  - Шампион на Съединените щати на WWE (1 път)
  - Miss WrestleMania (2 пъти)
- Wrestling Observer Newsletter
  - Най-добър трик (2007, 2008)